# Statuia lui Gheorghe Lazăr din București
Statuia lui Gheorghe Lazăr din București este amplasată în Piața Universității, vizavi de clădirea Palatului Universității. 
Statuia, care îl reprezintă pe Gheorghe Lazăr în picioare, în vestimentație românească de inspirație orientală, specifică epocii în care a trăit, cu o pelerină pe umeri și ținând o carte deschisă în mâini, a fost executată de Ion Georgescu din marmură și a fost dezvelită la 11 mai 1886.

Pe soclul statuii apare următoarea inscripție, în ortografia vremii:
| LVI GEORGE LAZĂR REINTEMEIETORVL INVĂTĂMÎNTULUI ROMĂNESC NATIVNEA RECVNOSCĚTOARE MDCCCLXXXVI |

Statuia este ridicată exact pe locul unde se afla anterior Școala superioară de la mănăstirea Sfântul Sava, înființată de Gheorghe Lazăr. Mănăstirea a fost dărâmată de edilii capitalei din dorința de moderniza orașul, prin străzi largi și drepte.

## Strămutarea temporară (2010-2012)
În septembrie 2010, statuia lui Gheorghe Lazăr a fost mutată în Parcul Izvor, de lângă Palatul Parlamentului din București. Tot aici au fost mutate și celelalte trei statui de la Universitate, pentru a se putea realiza o parcare subterană în centrul Capitalei.
După terminarea lucrărilor la parcarea subterană, statuia a fost reamplasată pe locul ei, la 5 mai 2012.

## Monument istoric
Statuia este înscrisă în  Lista monumentelor istorice 2010 - Municipiul București - la nr. crt. 2378, cod LMI B-III-m-A-20059 Monumentul este amplasat în Piața Universității, sector 3.

## Galerie de imagini

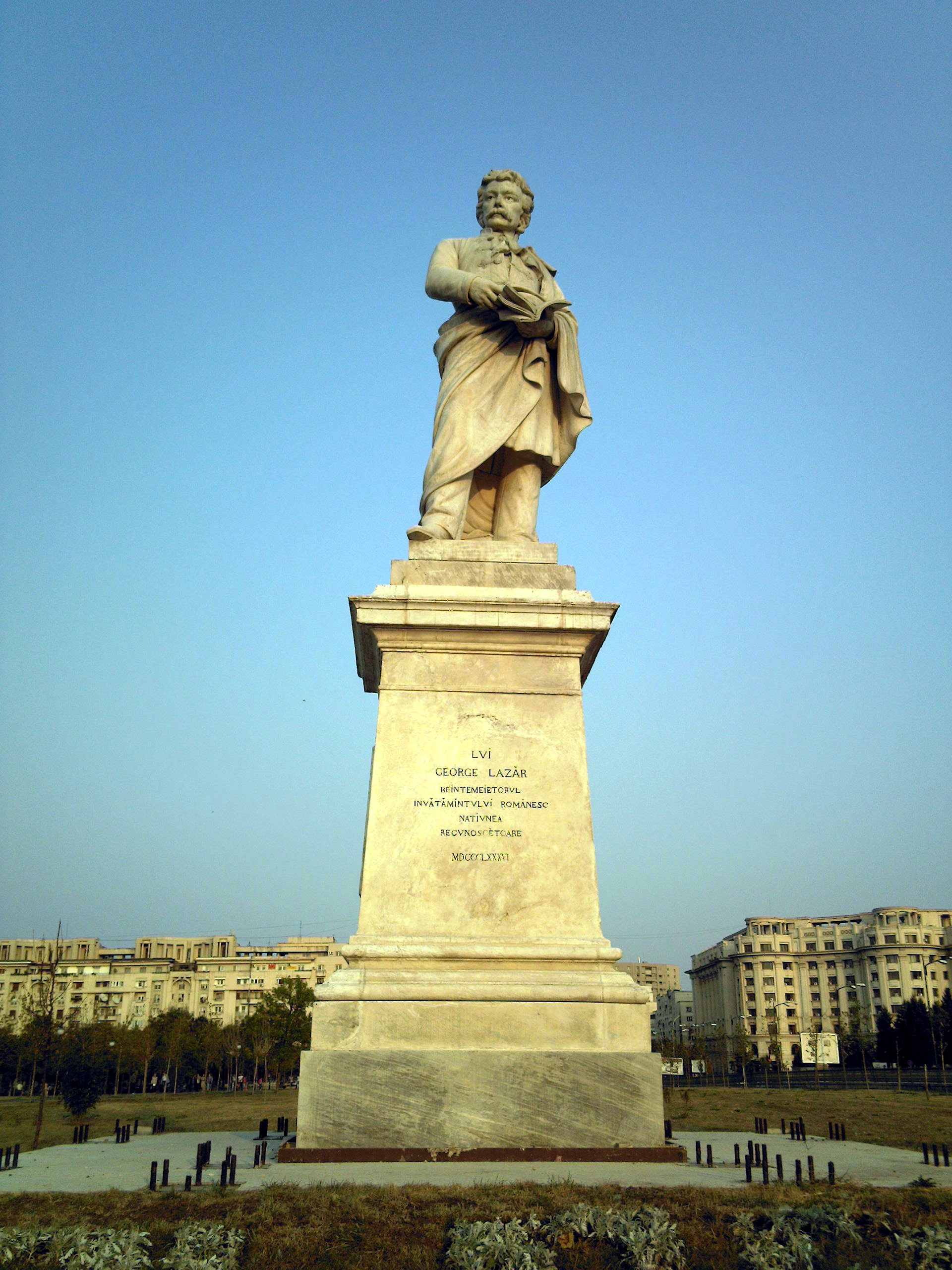
Statuia lui Gheorghe Lazăr pe amplasamentul provizoriu din Parcul Izvor